# Calephelis braziliensis
Calephelis braziliensis is een vlindersoort uit de familie van de prachtvlinders (Riodinidae), onderfamilie Riodininae.
Calephelis braziliensis werd in 1971 beschreven door McAlpine.